# هزینه هدر رفته
در اقتصاد و تصمیم‌گیری تجاری، هزینه شناور، هزینه‌ای است که پس از این متحمل شده‌است و نمی‌توان آن را جبران کرد.
همچنین به عنوان (هزینه گذشته نگر) هزینه‌های ریخته شده گاهی با هزینه‌های آتی مقایسه می‌شوند، که هزینه‌های آتی هستند که ممکن است در صورت اتخاذ یک اقدام، متحمل یا تغییر شوند. در این رابطه، هر دو هزینه‌های گذشته نگر و آتی می‌تواند باشد یا هزینه‌های ثابت باشد (به مدت زمانی که کسب و کار در عمل است و تحت تأثیر حجم خروجی) یا هزینه‌های متغیر (وابسته به حجم) باشد. با این حال بسیاری از اقتصاددانان آن را یک اشتباه می‌دانند که هزینه‌های غرق شده را به عنوان ثابت یا متغیر طبقه‌بندی کنند. به عنوان مثال اگر یک شرکت ۴۰۰ میلیون دلار در نصب نرم‌افزار شرکت ایجاد کند، این هزینه غرق خواهد شد زیرا این هزینه یک زمان بود و نمی‌توان آن را یکبار دیگر به دست آورد. هزینه ثابت به عنوان بخشی از قرارداد خدمات یا معامله مجوز با شرکتی که نرم‌افزار را راه اندازی می‌کند، پرداخت خواهد کرد. پرداخت این پیش پرداخت اولیه برای نصب نباید هزینه (ثابت) تلقی شود، که هزینه آن در طول زمان گسترش می‌یابد. هزینه‌های غرق شده باید از هم جدا شوند. برای مثال (هزینه‌های متغیر) برای این پروژه ممکن است شامل کاربرد مرکز داده باشد.
در تئوری نظریه اقتصاد خرد سنتی، هزینه‌های آینده (آتی) مربوط به یک تصمیم سرمایه‌گذاری هستند. حوزه‌های اقتصاد سنتی پیشنهاد می‌کنند که فعالان اقتصادی نباید اجازه دهند هزینه‌ها تحت تأثیر تصمیمات آن‌ها قرار بگیرند. انجام این کار به‌طور منطقی یک تصمیم را به‌طور انحصاری ارزیابی می‌کند. متناوباً، یک تصمیم گیرنده ممکن است تصمیمات منطقی با توجه به مشوق‌های خود، خارج از کارایی یا سود آوری اتخاذ کند. این یک مسئله انگیزشی در نظر گرفته می‌شود و از یک مسئله هزینه ریخته متمایز است. شواهدی از اقتصاد رفتاری حاکی از آن است که این نظریه ممکن است نتواند رفتار واقعی جهان را پیش‌بینی کند. در حقیقت هزینه‌های ریخته شده بر تصمیمات فعالان تأثیر می‌گذارند، زیرا انسان‌ها در معرض از دست دادن عوارض و اثرات چارچوب سازی هستند.
هزینه‌های ریخته شده نباید بر تصمیم عقلانی بهترین انتخاب تأثیر بگذارد. با این حال، تا زمانی که یک تصمیم گیرنده متعهد به تخصیص منابع شود، هزینه آتی یک هزینه آتی قابل اجتناب است و به درستی در هر فرایند تصمیم‌گیری گنجانده شده‌است.
به عنوان مثال، اگر کسی بلیت سینما پیش داوری را مد نظر داشته باشد، اما هنوز آن‌ها را خریداری نکرده‌است، هزینه قابل اجتناب است. با این حال اگر قیمت بلیت‌ها به مبلغی که به او نیاز دارد بیشتر از مبلغی که او یا او روی آن‌ها می‌گذارد، افزایش یابد آن‌ها باید تغییر از نظر هزینه بالقوه ای که وارد فرایند تصمیم‌گیری می‌شود و دوباره تصمیم خود را ارزیابی می‌کنند.

## توضیحات
هزینه غرق شده در مقایسه با زیان اقتصادی متمایز است. به عنوان مثال، هنگامی که یک ماشین جدید خریداری می‌شود، آن ماشین قابلیت فروش دوباره را دارد؛ اما احتمالاً آن با قیمت خریداری شده فروخته نمی‌شود. زیان اقتصادی این معامله تفاوت قیمت فروش و خرید بعلاوه هزینه مبادله است. بجز ارزش باز فروش (فروش دوباره) بقیه هزینه‌ها در اصل نباید مبنای تصمیم‌گیری منطقی در مورد خرید اتومبیل قرار گیرد: اگر مالک می‌تواند ارزش بیشتری از فروش خودرو به دست آورد تا فروش آن، پس باید بدون توجه به بهایی که پرداخت می‌شود، فروخته شود. در این حالت، هزینه جاری یک مقدار دقیق نیست،
بلکه یک عبارت اقتصادی برای مبلغی است که در گذشته مربوط به تصمیماتی در مورد آینده نمی‌باشد، ممکن است از انطباق با شرایط کمی به عنوان هزینه اصلی یا ضرر اقتصادی مورد انتظار استفاده شود. همچنین ممکن است به عنوان کوتاه‌نویسی برای یک خطا در تجزیه وتحلیل به دلیل غلط هزینه فرورفته، تصمیم‌گیری غیر منطقی یا به سادگی، به عنوان داده‌های بی ربط به اقتصاددانان استدلال می‌کنند که در زمان تصمیم‌گیری منطقی، هزینه‌های غرق شده در نظر گرفته نشده‌است. در مورد بلیت بازی بیسبال که قبلاً خریداری شده‌است، اگر او بفهمد که بازی را دوست ندارد، خریدار می‌تواند بین دو نتیجه پایانی زیر انتخاب کند:
۱. پس از آن که بهای بلیت را پرداخت و به تماشای یک بازی پرداخت که نمی‌خواست ببیند.
۲. پس از پرداخت بهای بلیت و استفاده از زمان برای سرگرمی بیشتر.
در هر صورت، خریدار بلیت قیمت بلیت را پرداخت کرده‌است به طوری که بخشی از این تصمیم دیگر بر آینده تأثیر نمی‌گذارد. اگر خریدار از خریدن بلیت متأسف است، تصمیم فعلی باید بر اساس این باشد که آیا او می‌خواهد بازی را بدون توجه به قیمت تماشا کند، درست مثل اینکه بخواهد به یک بازی بیسبال آزاد برود. این اقتصاددانان توصیه می‌کنند که، از آن جایی که گزینه دوم شامل رنج به یک روش (خرج کردن پول) است، در حالی که اولی شامل رنج در دو (خرج کردن پول به اضافه وقت تلف شده) است، گزینه دوم بهتر است.
هزینه‌های غرق شده ممکن است باعث تاخت و تاز هزینه شود. درکسب و کار، یک نمونه از هزینه‌های غرق شده ممکن است در یک کارخانه یا تحقیقاتی سرمایه‌گذاری شود که اکنون ارزش کمتری دارد یا هیچ ارزشی ندارد. به عنوان مثال، ۲۰ میلیون دلار صرف ساخت یک نیروگاه برق شده‌است. ارزش موجود در حال حاضر صفر است؛ زیرا ناقص است (و هیچ فروش یا بهبودی امکان‌پذیر نیست) این کارخانه را می‌توان برای ۱۰ میلیون دلار دیگر تکمیل کرد، یا رهاشده. ویک ساختمان باارزش برابر ۵ میلیون دلار ساخته شد. باید واضح باشد که رها کردن و ساخت امکانات جایگزین تصمیم منطقی تری است، با این وجود که نشان دهنده از دست دادن کل مخارج اصلی است مبلغ اصلی سرمایه‌گذاری شده یک هزینه شناور است. اگر تصمیم گیرندگان منطقی باشند یا مشوق‌های نادرست داشته باشند، تکمیل پروژه ممکن است انتخاب شود. برای مثال، سیاست‌مداران یا مدیران ممکن است انگیزه بیشتری برای جلوگیری از ظهور کل تلفات داشته باشند. در عمل، ابهام قابل توجهی در چنین مواردی وجود دارد و تصمیمات ممکن است به گذشته غیرمنطقی به نظر برسند که در آن زمان، منطقی به فعالان اقتصادی دیگر زمینه مشوق‌های خود بودند.
اقتصاد رفتاری چنین تشخیص می‌دهد که هزینه‌های غرق شده اغلب بر تصمیمات اقتصادی ناشی از ضرر و زیان تأثیر می‌گذارد:
هزینه پرداخت شده به یک معیار برای ارزش تبدیل می‌شود، در حالیکه قیمت پرداختی نباید بی ربط باشد. این رفتار نامعقول در نظر گرفته می‌شود. (به عنوان عقلانیت توسط اقتصاد کلاسیک تعریف می‌شود) آزمایش‌های اقتصادی نشان داده‌اند که افت بهای غرق شده و بیزاری از دست دادن رایج هستند، از این رو عقلانیت اقتصادی همان‌طور که بسیاری از اقتصاد محدود است. این امر معانی زیادی دارد (برای مثال مورد نیاز) برای اقتصاد و بازارهای اوراق بهادار به‌طور خاص دارد. دنیل کاهنمن در بخش اقتصاد برای کار گسترده خود در این زمینه با همکار خود آموس تورسکی برنده جایزه نوبل اقتصاد شد.

## ویژگی‌های مشخص کردن روش اکتشافی هزینه غرق شده
دو ویژگی خاص که ارزش اکتشافی هزینه غرق شده را مشخص می‌کند.
۱) گرایش احتمال بیش از حد پراکنده، که پس از سرمایه‌گذاری، ارزیابی سود سهام سرمایه‌گذار یکی افزایش می‌یابد. ۲) الزامات مسئولیت شخصی به نظر می‌رسد که هزینه ریخته شده عمدتاً در کسانی که عمل می‌کند که احساس مسئولیت شخصی برای سرمایه‌گذاری دارند باید به عنوان هزینه‌های غرق شده در نظر گرفته شود.

### جانبداری احتمالی (تعصب احتمالی غیرمنتظره)
در سال ۱۹۸۶ ناکس و اینکستر در آنچه که احتمالاً (آزمایش هزینه غرق شده کلاسیک) است به ۱۴۱ اسب شرطی نزدیک شد. ۷۲ نفر از مردم در ۳۰ ثانیه گذشته شرط ۲ دلار خود را به پایان رسانده‌اند و ۶۹ نفر در ۳۰ ثانیه آینده حدود۲ دلار شرط خواهند داشت. هزینه آن‌ها این بود که افرادی که فقط خود را متعهد به یک دوره عمل (۲$) کرده بودند با اعتقاد بیشتر نسبت به زمانی که برنده انتخاب کرده بودند اختلاف پس از تصمیم‌گیری را کاهش خواهند داد، ناکس و اینکستر از او خواستند تا شانس پیروزی خود را در یک مقیاس ۷ امتیازی به دست آورند. چیزی که آن‌ها کشف کردند این بود که افرادی که در شرف وقوع یک شرط بودند شانس این را داشتند که اسب آن به‌طور متوسط برنده شد. در حالی که افرادی که شرط، شرط‌بندی را تمام کرده بودند، به‌طور متوسط به شانس برنده شدن مکاتبه داشتند. فرضیه آن‌ها تأیید شد: پس از یک تعهد ۲ دلاری، افراد مطمئن شدند که شرط خود را پرداخت خواهند کرد و (پس از نرمال سازی) برای تکرار آن‌ها تقریباً یک سال عمل کردند.
شواهد اضافی از تخمین‌های احتمال تورمی را می‌توان در آرکس و بلومر (۱۹۸۵) و آرکس و هوتزل در ۲۰۰۰ یافت.

### الزامات مسئولیت شخصی
در مطالعه ۹۶ دانشجوی کسب و کار در سال ۱۹۷۶، استو و فاکس موضوع را در میان سرمایه‌گذاری تحقیق و توسعه یا در یک شرکت کم توان یا در بخش‌های دیگر شرکت پیشنهادی، انتخاب کردند.
استو وفاکس شرکت کنندگان را به دو گروه تقسیم کردند:
یک شرط مسئولیت کم و یک وضعیت مسئولیت بالا. در شرایط مسئولیت بالا، شرکت کنندگان گفتند که آن‌ها به عنوان مدیر، سرمایه‌گذاری آر و دی بیش از آن ناامید کرده‌اند. در شرایط مسئولیت کم، افراد گفتند که مدیر سابق سرمایه‌گذاری قبلی سرمایه‌گذاری آر و دی را در بخش ضعیف انجام داده و داده‌های سود مشابهی را به عنوان گروه دیگر داده شده‌است. در هر دو مورد از افراد خواسته شد تا سرمایه‌گذاری جدید ۲۰ میلیون دلاری را انجام دهند. تعامل قایل توجهی بین مسئولیت پذیری و سرمایه‌گذاری متوسط وجود دارد، با شرایط مسئولیت بالا به‌طور متوسط ۱۲٫۹۷ میلیون دلار و شرایط پایین به‌طور متوسط ۹٫۴۳ میلیون دلار.
نتایج مشابهی در مطالعات پیشین توسط (۱۹۷۴٫۱۹۷۶) استاو و توسط آرکس در ۱۹۸۵ و بلومر و وایت در ۱۹۸۶ به دست آمده‌است.

## انحراف از دست دادن و سفسطه در هزینه غرق شده
بسیاری از مردم شک و تردید زیادی در مورد هدر دادن منابع (ازدست دادن) دارند. برای مثال، درمثال بالا شامل یک بلیت رویداد ورزشی غیرقابل استرداد، بسیاری از مردم احساس اجبار می‌کنند که با وجود این که واقعاً تمایلی به هدر رفتن قیمت بلیت ندارند، به این رویداد بروند چون در غیر اینصورت آن‌ها قیمت بلیت را هدر می‌دهند، آن‌ها احساس می‌کنند که از نقطه بازگشت گذشته‌است. این مسئله گاهی اوقات به عنوان یک مغالطه هزینه در حال غرق شدن یاد می‌شود.
اقتصاد دانان بر این رفتار غیر منطقی برچسب می‌زنند:
این نامناسب است زیرا بسته به اطلاعاتی که ربطی به تصمیم‌گیری ندارد، منابع را کنترل می‌کند.
این خط، تفکر، به نوبه خود ممکن است منعکس‌کننده معیار غیر استاندارد سودمندی باشد، که در نهایت ذهنی و منحصر بفرد مصرف‌کننده است. یک خریدار بلیت که بلیت را به رویدادی خریداری می‌کند که از قبل از آن لذت نمی‌برند باعث می‌شود که یک تعهد نیمه عمومی برای نگاه کردن به آن انجام شود. ترک کردن اولیه این است که قضاوت در مورد غریبه‌ها ظاهری ممکن است در غیر اینصورت از آن اجتناب کنند تا آشکار شود. متناوباً آن‌ها ایده هزینه‌های غرق شده اغلب در هنگام تجزیه و تحلیل تصمیمات کسب و کار به کار گرفته می‌شود. یک مثال رایج از یک هزینه غرق شده برای یک کسب و کار تبلیغ نام برند است. این نوع از بازاریابی هزینه‌هایی را متحمل خواهد شد که معمولاً نمی‌توان آن‌ها را بازاریابی کرد. به‌طور معمول این امکان وجود ندارد که نام‌های تجاری demote در ازای پول نقد بدست می‌آید. مثال دوم هزینه‌های آر و دی است.
زمانی که هزینه می‌شود، چنین هزینه‌های در حال غرق شدن است و نباید تأثیری بر تصمیمات قیمت گذاری آینده داشته باشد؛ بنابراین تلاش یک شرکت داروسازی توجیه قیمت‌های بالا به دلیل نیاز به جبران هزینه‌های آر و دی صحیح نیست. این شرکت قیمت بازار را به قیمت یک دلار یا یک میلیون دلار هزینه خواهند کرد. با این حال هزینه‌های آر و دی و توانایی جبران آن هزینه‌ها یک فاکتور در تصمیم‌گیری دربارهٔ این مسئله است که آیا پول را صرف آر و دی می‌کنند یا خیر. در حالی که این یک استدلال غلط است، با این حال افزایش قیمت‌ها به منظور تأمین مالی آینده آر و دی غیرممکن است. او با اشاره به این حقیقت که دولت‌های بریتانیا و فرانسه هم چنان پس از آن که آشکار شد که دیگر یک مورد اقتصادی برای هواپیما وجود ندارد، در نظریه بازی‌ها به عنوان (فالکی کانکورد) شناخته می‌شود. این پروژه به‌طور اختصاصی توسط دولت بریتانیا به عنوان یک (فاجعه تجاری) در نظر گرفته شد که هرگز نباید آغاز شود و تقریباً لغو شود، اما مسائل سیاسی و قانونی در نهایت منجر به غیرممکن شد که دولت نتواند آن را بیرون بکشد.
مثال:مطالعه بازاریابی :یک شرکت ۵۰٬۰۰۰ دلار در یک مطالعه بازاریابی صرف می‌کند تا ببیند آیا ویجت جدید ش در بازار موفق خواهد بود یا خیر. این مطالعه نتیجه می‌گیرد که ویجت سودآور نخواهد بود. در این لحظه، ۵۰٬۰۰۰ دلار هزینه زیادی است. این شرکت نباید با سرمایه‌گذاری بیشتر در پروژه ویجت، با وجود اندازه سرمایه‌گذاری قبلی، ادامه دهد.